# AKIRA (ファッションモデル)
AKIRA（あきら、2月15日 - ）は、日本の女性ファッションモデルおよび男装モデル、歌手、女優。所属レーベルはSME Records。
千葉県出身。フェリス女学院大学・音楽学部音楽芸術学科、バンタンデザイン研究所・ファッション学部卒業。
ロックバンド「DISACODE」でボーカルを務めるほか、ソロ歌手として音楽活動を行っている。　

## 略歴
12歳からモデル活動を開始。
2007年よりバンドDISACODEでAKIRA名でボーカルを担当し、翌年からはファッション誌『KERA』等で読者モデルとして活動する。
2014年7月、『黒執事』のアニメ版第3期『黒執事Book of Circus』のエンディングテーマ「蒼き月満ちて」でソロメジャーデビュー。
2015年1月、2ndシングル「キリエ・トロイメンの調べ」発売。
2016年1月、ミニアルバムが発売される。
2019年3月21日に一般人男性と結婚した。
2020年10月5日、ブログにて妊娠を公表し、翌2021年1月30日に第1子男児出産を報告。

## 作品

### シングル
| 枚  | 発売日        | タイトル                 | 規格品番    | 規格品番  | 規格品番   | 最高位 |
| 枚  | 発売日        | タイトル                 | 初回限定盤  | 通常盤    | 期間限定盤 | 最高位 |
| --- | ------------- | ------------------------ | ----------- | --------- | ---------- | ------ |
| 1st | 2014年7月30日 | 蒼き月満ちて             | SECL-1536/7 | SECL-1538 | SECL-1539  | 34位   |
| 2nd | 2015年1月21日 | キリエ・トロイメンの調べ | SECL-1628   | SECL-1630 |            |        |

### タイアップ
| 楽曲                     | タイアップ                                                                           | 時期   |
| ------------------------ | ------------------------------------------------------------------------------------ | ------ |
| 蒼き月満ちて             | テレビアニメ『黒執事 Book of Circus』エンディングテーマ                              | 2014年 |
| キリエ・トロイメンの調べ | 舞台「ヴァンパイア騎士」テーマソング、讀賣テレビ「ダウンダウンDX」エンディングテーマ | 2015年 |

## 出演

### テレビ
- ダウンタウンDX（2014年1月23日・2015年2月12日、YTV）
- ちちんぷいぷい（2014年8月、MBS）
- す・またん （2014年8月、YTV）
- めざましテレビ（2014年8月、CX）
- 屋上エンタメ〜目指せてっぺん〜（2014年8月、TVO）
- 野望応援バラエティ ノブナガ（2014年9月6日、CBC）
- ワンセグ☆ふぁんみ（2014年11月29日、NHK）
- アニメTV（2014年12月3日、TOKYO MX）
- 5時に夢中（2015年1月16日、TOKYO MX）

### ラジオ
- HIN-ON 〜AKIRA MODE〜（2014年8月、JFN） - レギュラー出演
- 武田和歌子のぴたっと（2014年8月、ABCラジオ）
- MUSIC STAMP（2014年8月、FM京都）
- 森谷威夫のお世話になります!!（2014年8月、KBS京都）
- 遠藤淳のYou've got a radio!（2014年8月、FM大阪）
- うたバッカ（2014年8月、MBSラジオ）
- 小柳ゆきI'm Fun Area（2014年8月、FM-FUJI）
- ヘッドホンおじさんCX（2014年8月、広島FM） - インタビューO.A
- Charger!（2014年8月、FM滋賀） - コメントO.A
- リッスン?〜Live 4 Life〜（2014年9月、文化放送）

### 海外LIVE
- Japan Festa in Bangkok（2017年2月12日、タイ・バンコク）
- Japan Festa in Bangkok（2016年1月23日、タイ・バンコク）
- ANIME MATSURI（2015年4月3日 - 5日、アメリカ・テキサス）
- Kawaii Kon （2015年3月27日 - 29日、アメリカ・ハワイ）
- J-POP SUMMIT（2014年7月18日 - 20日、アメリカ・サンフランシスコ）
- JAPAN EXPO（2013年7月、フランス・パリ）

### 映画
- 愛を歌うより俺に溺れろ! - 成瀬薫 役[10]

### テレビアニメ
- TRICKSTER -江戸川乱歩「少年探偵団」より-（2016年） - 怪人二十面相 役[11]

### 舞台・ミュージカル
- 花咲ける青少年 - 主演・花鹿 役[12]
  - 花咲ける青少年 ファイナル（2012年1月13日 - 18日、サンシャイン劇場）
- 舞台「戦国BASARA」シリーズ  - 上杉謙信 役
  - 戦国BASARA2（2012年5月11日 - 15日 ル・テアトル銀座 / 5月19日・20日 イオン化粧品シアターBRAVA! / 6月2日・3日 中日劇場）[13]
  - 戦国BASARA3 宴[14]（2013年4月 - 5月、キャナルシティ劇場・中日劇場・日本青年館・森ノ宮ピロティホール）
  - 戦国BASARA3武将祭2013（2013年7月13日 - 14日、有明コロシアム）
  - 戦国BASARA3宴弐（2013年11月1日 - 10日、東京ドームシティホール / 11月15日 - 17日、中日劇場 / 11月22日 - 24日、メルパルク大阪）[15]
  - 斬劇 戦国BASARA4 皇 本能寺の変（2016年7月、Zeppブルーシアター六本木 / 梅田芸術劇場）[16]
- ヴァンパイア騎士 Supported by 青山メインランド（2015年1月21日 - 25日、博品館劇場） - 玖蘭枢 役
- 桜龍（2017年3月31日 - 4月5日、CBGKシブゲキ!!） - 主演・北原絋 役[17]

## 書籍

### 写真集
- AKIRA（2013年2月15日、宝島社） - ISBN 978-4800205100[18]

### 雑誌（ファッション誌）
- KERA（インデックス・コミュニケーションズ） - レギュラーモデル
- KERA BOKU Vol.1 - Vol.3（インデックス・コミュニケーションズ） - レギュラーモデル